# マジック大全
『マジック大全』（マジックたいぜん）は、2006年11月16日に任天堂が発売したニンテンドーDS用ソフトである。マジック用のトランプが付属品として同梱している。
マジック考案・監修はマジック用品メーカーのテンヨー。

## 概要
「ひとりでマジック」・「魅せるマジック」・「不思議トレーニング」の3つのモードがある。
「ひとりでマジック」はDSがマジシャン役となり、1人で楽しむマジックである。「魅せるマジック」はDSや付属品のトランプを使用し、他者に見せるマジックを行える。「不思議トレーニング」は演じるための能力を養うもの、および「魅せるマジック」の実際の練習用のゲームが収録されている。
一人でマジック、マジックを披露、リハーサル、不思議トレーニングをすると、不思議ポイントがたまり、一定の数値までたまると、新しいマジックや要素が追加される。ただし、一日にもらえる不思議ポイントは決まっている。
また、DSダウンロードプレイで、マジック大全を持っていない人に体験版を送ることができる。

## ちょっとマジック大全
『ちょっとマジック大全』は、ニンテンドーDSiショップでダウンロード販売されているニンテンドーDSiウェア。各200ポイント。
2008年12月24日に、『マジック大全』に収録されている「3つのシャッフルゲーム」「ファニーフェイス」「恐ろしい数字」がそれぞれ単品で発売開始された。その後、「スキ・キライ発見器」（2009年4月1日）、「デート占い」（2009年4月22日）、「念写カメラ」（2009年5月27日）といった『マジック大全』に無かった新作マジックが発売されている。